# Кулаковський Артем Валерійович
Артем Валерійович Кулаковський (нар. 11 лютого 2002, Горішні Плавні, Полтавська область, Україна) — український футболіст, півзахисник клубу «Ворскла».

## Клубна кар'єра
Народився в місті Комсомольськ, Полтавська область. Футболом розпочав займатися у 2013 році в складі харківського «Металіста», а в 2017 році перебрався до структури київського «Динамо». Сезон 2019/20 років розпочав у складі юнацькиої та молодіжних команд «Динамо». По завершенні контракту зі столичним клубом отримав пропозицію підписати новий контракт, але відмовився від неї. Також відмовився переходити в донецький «Шахтар». Окрім цього ставав переможцем молодіжного «Золотого м'яча» в номінації «Найкращий гравець атаки».
У лютому 2020 року підписав контракт з «Ворсклою». У футболці полтавського клубу дебютував 3 липня 2020 року в нічийному (2:2) виїзному поєдинку 29-го туру Прем'єр-ліги проти ФК «Львів». Артем вийшов на поле на 90+3-й хвилині, замінивши Іллю Гаджука.

## Кар'єра в збірній
На міжнародному рівні дебютував за Україну в команді U-15 в товариських матчах проти однолітків з Чехії (поразка 0:1 та нічия 1:1 відповідно).
Учасник Турніру розвитку у Фінляндії, де зіграв у поєдинку проти господарів, збірної Фінляндії U-16. У травні 2018 року отримав виклик до складу юнацької збірної України на турнір пам'яті Миляна Милянича в Сербії. Допоміг українцям виграти турнір, учасник фінального матчу, в якому вийшов на футбольне поле на 68-й хвилині. Українці в фіналі обіграли господарів турніру, сербів.
Також виступав за юнацькі збірні України U-17 та U-18.